# Johann Hermann von Elswich
Johann Hermann von Elswich (Rendsburg, 10 giugno 1684 – Stade, 10 giugno 1721) è stato un teologo tedesco.

## Biografia
Elswig proveniva da una famiglia che fu cacciata dai fondi dal duca Fernando Álvarez de Toledo e fuggì in Holstein.
Studiò nelle università di Lubecca, Rostock (1703), Lipsia, Jena e Wittenberg. A Wittenberg il 18 ottobre 1709 conseguì il titolo accademico e fu accettato il 25 dicembre 1712 come supplente nella facoltà di filosofia.
Si rivolse allo studio della teologia e conseguì il grado di licenza. Nel 1717 andò come pastore principale alla St. Cosmae et Damianikirche a Stade, dove alla fine morì.

## Opere
- Philosophumena Viris Sanctis remere adsicta, de Recentiorum in Nouum Foedus Critica, Wittenberg 1711
- Launoium de varia Aristotelis Fortuna, Wittenberg 1720
- Epistolas Familiares varia Aristotelis Fortuna, Wittenberg 1720
- Epistolas Familiares varii argumentti, Wittenberg 1717
- Simonium de litteris pereuntibus, Frankfurt 1716
- Obserutiones in Witteri Commentar. In Genesin & c.
- Das Bild und die Ueberschrift rechtschaffener Lutheraner, 1717